# Work It (Missy Elliott)
Wotk It, je Hip Hop píseň, napsaná americkou raperkou Missy Elliott a produkované Timem Timbaland Mosleym z jejího kritiky uznávaného alba Under Construction.Hudební styl a produkce Timbalanda je silně inspirována Old school Hip Hopem z osmdesátých let a zahrnuje sampl z Peter Piper od Run-D.M.C..Na začátku písně je sampl z Request Line od Rock Master Scott & the Dynamic Three.Byl vydaný jako první singl z alba Under Construction a umístil se na druhém místě Billboard Hot 100 Chart, na kterém zůstal deset týdnů a stal se doposud jejím nejúspěšnějším singlem.Na hitparádě Billboard Hot R&B/Hip-Hop získal po pět týdnů číslo jedna.Videoklip režíroval Dave Meyers a o remix se postaral 50 Cent.Na konci písně se opět objevuje sampl z Peter Piper od Run-D.M.C..Píseň se také zmiňuje o Kunta Kinte, otrokovi z románu Kořeny: Sága o Americké rodině.

## Videoklip
- Aaliyah a Lisa "Left Eye" Lopes jsou ve videu krátce připomínány
- Herečka Alyson Stoner se ve videu objevila jako tanečnice
- Ve videu se objevují Timbaland, Eve a Tweet
- Work It vyhrál Nejlepší video roku na MTV Video Music Awards 2003

## Track list

### Vinyl Singl
Strana A
1. "Work It" (Album Version)
2. "Work It" (Instrumental)
3. "Work It" (A Cappella)

Strana B
1. "P***ycat" (Album Version)
2. "P***ycat" (Instrumental)

### US Singl
Strana A
1. "Work It" (Explicit Lp Version)
2. "P***ycat" (Explicit Lp Version)

### Německý Singl
1. "Work It" (Album Version)
2. "P***ycat" (ALbum Versio)
3. "4 My People" (Basement Jaxx Remix) (Video)

## Charts
| Chart (2002)                         | Nejvyšší pozice |
| ------------------------------------ | --------------- |
| Austrálie Singly                     | 6               |
| Kanada Singly                        | 40              |
| Kanada Airplay Chart                 | 1               |
| Dánsko Singly                        | 11              |
| Nizozemsko Singly                    | 19              |
| Francie Singly                       | 60              |
| Německo Singly                       | 32              |
| Irsko Singly                         | 19              |
| Nový Zéland Singly                   | 2               |
| Norsko Singly                        | 16              |
| Švýcarsko Singly                     | 14              |
| Švédsko Singly                       | 15              |
| Tchaj-wan Singly                     | 6               |
| Anglie Singly                        | 6               |
| U.S. Billboard Hot 100               | 2               |
| U.S. Billboard Hot R&B/Hip-Hop Songs | 1               |
| U.S. Billboard Hot Rap               | 1               |
| United World Chart                   | 7               |
| Chart (2015)                         | Nejvyšší pozice |
| U.S. Billboard Hot 100               | 35              |
| U.S. Billboard Hot R&B/Hip-Hop Songs | 11              |
| U.S. Billboard Hot Rap               | 8               |